# Maurice d’Haese
Maurice d’Haese (ur. 7 listopada 1919, zm. 27 kwietnia 1981) – belgijski pisarz.
Był związany z pismem literackim „Tijd en Mens”. Rozgłos przyniósł mu opublikowany w 1961 roku tom opowiadań pt. Verhalen. Jego opowiadania były pisane w duchu surrealizmu i w pewnym stopniu przypominały dzieła Franza Kafki. Był też autorem powieści De heilige gramschap (1952) i De witte muur (1957).